# Elasticitat
|  | Aquest article tracta sobre el terme mecànic de la paraula. Vegeu Elasticitat (economia) per al terme econòmic. |

Prova de tracció: corba tensió-deformació.
El límit elàstic és el punt 3

L'elasticitat és la propietat mecànica d'alguns materials de patir deformacions reversibles quan estan sota l'acció de forces exteriors i de recuperar la forma original si aquestes forces deixen d'actuar.
L'elasticitat s'explica, a nivell microscòpic, per la interacció de les forces que actuen entre les partícules que formen el material. La variació d'aquestes forces (a causa de la tensió externa) fa canviar la distància entre les partícules (que produeixen una deformació macroscòpica del cos). Per a nivells relativament baixos de tensió, el treball mecànic necessari s'acumula en forma d'energia mecànica en el material, i s'allibera només quan desapareix la causa que l'ha causat i les partícules poden tornar a la seva posició original (el cos recupera la seva forma original).
A partir de la configuració natural de repòs, l'elasticitat només és la fase inicial del comportament d'un material per un determinat valor de tensió. Cada material presenta un nivell de tensió, conegut com a límit d'elasticitat, per sobre del qual deixa de presentar un comportament elàstic i es manifesten fenòmens inelàstics com la (plasticitat fractura, etc.). En el cas dels materials dúctils el límit elàstic s'associa al punt on la deformació comença a ser plàstica, i en el cas dels materials fràgils amb ruptura del material.
El model matemàtic més simple per la representació del comportament elàstic lineal és la llei de Hooke. Aquest model té un interès fonamental tant a nivell teòric, per la possibilitat d'arribar a un estudi matemàtic complet dels problemes, com a nivell de les possibilitats que ofereix en el modelat i la solució de problemes. Altres models matemàtics més complexos de l'elasticitat no lineal són importants per a la representació del comportament dels pneumàtics, fan referència al model dels materials hiperelàstics.

## Introducció
L'elasticitat és estudiada per la teoria d'elasticitat, que alhora és part de la mecànica de sòlids deformables. La teoria de l'elasticitat (TE) com la mecànica de sòlids (MS) deformables descriu com un sòlid (o fluid totalment confinat) es mou i deforma com a resposta a forces exteriors. La diferència entre la TE i la MS és que la primera només tracta sòlids en què les deformacions són termodinàmicament reversibles i en què l'estat tensions {\displaystyle {\boldsymbol {\sigma }}} en un punt {\displaystyle \mathbf {x} } en un instant donat depenen només de les deformacions {\displaystyle {\boldsymbol {\varepsilon }}} al mateix punt i no de les deformacions anteriors (ni el valor d'altres magnituds en un instant anterior).
Per a un sòlid elàstic la equació constitutiva funcionalment és de la forma:

{\displaystyle {\boldsymbol {\sigma }}(\mathbf {x} ,t)={\hat {T}}({\boldsymbol {\varepsilon }}(\mathbf {x} ,t);\mathbf {x} ),\qquad \qquad {\hat {T}}:{\mathcal {T}}_{2}(\mathbb {R} ^{3})\times \mathbb {R} ^{3}\to {\mathcal {T}}_{2}(\mathbb {R} ^{3})}

on {\displaystyle \scriptstyle {\mathcal {T}}_{2}(\mathbb {R} ^{3})} denota el conjunt de tensors simètrics de segon ordre de l'espai euclidià. Si el sòlid és homogeni, el valor de la funció anterior no dependrà del segon argument.
La propietat elàstica dels materials està relacionada, com s'ha esmentat, amb la capacitat d'un sòlid de patir 'transformacions termodinàmiques reversibles' i independència de la velocitat de deformació (els sòlids viscoelàstics i els fluids, per exemple, presenten tensions dependents de la velocitat de deformació). Quan sobre un sòlid deformable actuen forces exteriors i aquest es deforma es produeix un treball d'aquestes forces que s'emmagatzema al cos en forma d'energia potencial elàstica i, per tant, es produirà un augment de l'energia interna.

## Elasticitat lineal
Un cas particular de sòlid elàstic es presenta quan les tensions i les deformacions estan relacionades linealment, mitjançant la següent equació constitutiva:

{\displaystyle \sigma _{ij}=\sum _{k,l}C_{ijkl}\varepsilon _{kl}\,}

Quan això passa es diu que el sòlid és elàstic lineal. La teoria de l'elasticitat lineal és l'estudi de sòlids elàstics lineals sotmesos a petites deformacions de manera que a més els desplaçaments i deformacions siguin «lineals», és a dir, que les components del camp de desplaçaments u siguin molt aproximadament una combinació lineal de les components del tensor deformació del sòlid. En general, un sòlid elàstic lineal sotmès a grans desplaçaments no complirà aquesta condició. Per tant, la teoria de l'elasticitat lineal només és aplicable a:
- Sòlids elàstics lineals, en què tensions i deformacions estiguin relacionades linealment (linealitat material).
- Deformacions petites és el cas en què deformacions i desplaçaments estan relacionats linealment. En aquest cas es pot fer servir el tensor deformació lineal de Green-Lagrange per representar l'estat de deformació d'un sòlid (linealitat geomètrica).

A causa dels petits desplaçaments i deformacions a què són sotmesos els cossos, s'usen les següents simplificacions i aproximacions per a sistemes estables:
- Les tensions es relacionen amb les superfícies no deformades.
- Les condicions d'equilibri es presenten per al sistema no deformat.

Per determinar l'estabilitat d'un sistema cal presentar les condicions d'equilibri per al sistema deformat i per això és molt important.

### Tensió

Components del tensor tensió en un punt P d'un sòlid deformable

La tensió en un punt es defineix com el límit de la força aplicada sobre una petita regió sobre un pla π que contingui el punt dividida de l'àrea de la regió, és a dir, la tensió és la força aplicada per unitat de superfície i depèn del punt elegit, de l'estat tensional del sòlid i de l'orientació del pla escollit per calcular-ne el límit. Es pot provar que la normal al pla escollit nπ i la tensió tπ en un punt estan relacionades per:

{\displaystyle {t_{\pi }}={\mathbf {T} (n_{\pi })}\,}

On T és l'anomenat tensor tensió, també anomenat tensor de tensions, que fixada una base vectorial ortogonal ve representat per una matriu simètrica 3x3:

{\displaystyle \mathbf {T} =\left({\begin{matrix}\sigma _{xx}&\sigma _{xy}&\sigma _{xz}\\\sigma _{yx}&\sigma _{yy}&\sigma _{yz}\\\sigma _{zx}&\sigma _{zy}&\sigma _{zz}\end{matrix}}\right)=\left({\begin{matrix}\sigma _{x}&\tau _{xy}&\tau _{xz}\\\tau _{yx}&\sigma _{y}&\tau _{yz}\\\tau _{zx}&\tau _{zy}&\sigma _{z}\end{matrix}}\right)}

On la primera matriu és la forma comuna d'escriure el tensor tensió en física i la segona forma utilitza les convencions comunes en enginyeria. Donada una regió en forma de ortoedre amb cares paral·leles als eixos coordenats situat a l'interior un sòlid elàstic tensionat les components σxx, σyy i σzz donen compte de canvis de longitud en les tres direccions, però que no distorsinen els angles de l'ortoedre, mentre que les components σxy , σyz i σzx estan relacionades amb la distorsió angular que convertiria l'ortoedre en un paral·lelepípede.

### Deformació
En teoria lineal de l'elasticitat, la petitesa de les deformacions és una condició necessària per assegurar que hi ha una relació lineal entre els desplaçaments i la deformació. Sota aquestes condicions la deformació pot representar-se adequadament mitjançant el tensor infinitesimal de deformació o tensor de petites deformacions (aquest tensor només és vàlid per a algunes situacions, sent aquest un cas particular dels tensors de Cauchy-Almansy i Green-Saint-Venant) que ve donada per:

{\displaystyle \mathbf {D} ={\begin{pmatrix}\varepsilon _{xx}&\varepsilon _{xy}&\varepsilon _{xz}\\\varepsilon _{yx}&\varepsilon _{yy}&\varepsilon _{yz}\\\varepsilon _{zx}&\varepsilon _{zy}&\varepsilon _{zz}\end{pmatrix}}={\begin{pmatrix}\varepsilon _{xx}&{\frac {1}{2}}\gamma _{xy}&{\frac {1}{2}}\gamma _{xz}\\{\frac {1}{2}}\gamma _{yx}&\varepsilon _{yy}&{\frac {1}{2}}\gamma _{yz}\\{\frac {1}{2}}\gamma _{zx}&{\frac {1}{2}}\gamma _{zy}&\varepsilon _{zz}\end{pmatrix}}}

Els components de la diagonal principal contenen els allargaments (dilatacions), mentres que la resta dels components del tensor són els mitjans desplaçaments. Les components estan linealment relacionades amb els desplaçaments mitjançant aquesta relació:

{\displaystyle \varepsilon _{ij}={1 \over 2}\left({\partial u_{i} \over \partial x_{j}}+{\partial u_{j} \over \partial x_{i}}\right)}

### Equacions constitutives de Lamé-Hooke
Les equacions de Lamé-Hooke són les equacions constitutives d'un sòlid elàstic lineal, homogeni i isòtrop, tenen la forma:
{\displaystyle \sigma _{ij}=\sum _{k,l}C_{ijkl}\varepsilon _{kl}\,}
En el cas d'un problema unidimensional, σ = σ11, ε = ε11, C11 = E' ' i l'equació anterior es redueix a:

{\displaystyle \sigma =E\epsilon ,\,}
on E és el mòdul d'elasticitat longitudinal o mòdul de Young i G el mòdul d'elasticitat transversal. Per caracteritzar el comportament d'un sòlid elàstic lineal i isòtrop calen a més del mòdul de Young una altra constant elàstica, anomenada coeficient de Poisson ({\displaystyle \nu }) i el coeficient de temperatura (α). D'altra banda, les equacions de Lamé per a un sòlid elàstic lineal i isòtrop poden ser deduïdes del teorema de Rivlin-Ericksen, que poden escriure's en la forma:
{\displaystyle \epsilon _{xx}={\frac {1}{E}}\left[\sigma _{xx}-\nu (\sigma _{yy}+\sigma _{zz})\right]+\alpha \Delta {T}\qquad \epsilon _{xy}={\frac {(1+\nu )}{E}}\sigma _{xy}={\frac {\sigma _{xy}}{2G}}}
{\displaystyle \epsilon _{yy}={\frac {1}{E}}\left[\sigma _{yy}-\nu (\sigma _{xx}+\sigma _{zz})\right]+\alpha \Delta {T}\qquad \epsilon _{yz}={\frac {(1+\nu )}{E}}\sigma _{yz}={\frac {\sigma _{yz}}{2G}}}
{\displaystyle \epsilon _{zz}={\frac {1}{E}}\left[\sigma _{zz}-\nu (\sigma _{xx}+\sigma _{yy})\right]+\alpha \Delta {T}\qquad \epsilon _{xz}={\frac {(1+\nu )}{E}}\sigma _{xz}={\frac {\sigma _{xz}}{2G}}}
Les equacions inverses de les anteriors són:

{\displaystyle \sigma _{xx}={\frac {E}{(1+\nu )(1-2\nu )}}\left[\epsilon _{xx}(1-\nu )+\nu (\epsilon _{yy}+\epsilon _{zz})+\alpha \Delta {T}(1+\nu )\right]\qquad \sigma _{xy}=2G\epsilon _{xy}}
{\displaystyle \sigma _{yy}={\frac {E}{(1+\nu )(1-2\nu )}}\left[\epsilon _{yy}(1-\nu )-\nu (\sigma _{xx}+\sigma _{zz})+\alpha \Delta {T}(1+\nu )\right]\qquad \sigma _{yz}=2G\epsilon _{yz}}
{\displaystyle \sigma _{zz}={\frac {E}{(1+\nu )(1-2\nu )}}\left[\sigma _{zz}(1-\nu )-\nu (\sigma _{xx}+\sigma _{yy})+\alpha \Delta {T}(1+\nu )\right]\qquad \sigma _{xz}=2G\epsilon _{xz}}
Les equacions constitutives per a materials anisòtrops són més complexes i depenen de més constants elàstiques. Cal assenyalar també que certs materials mostren un comportament només aproximadament elàstic, mostrant per exemple variació de la deformació amb el temps o fluència lenta. Aquestes deformacions poden ser permanents o després de descarregar el cos poden desaparèixer (parcial o completament) amb el temps (viscoplasticitat, viscoelasticitat). A més alguns materials poden presentar plasticitat o dany continu. A la plasticitat els sòlids adquireixen deformacions permanents a partir de cert llindar de tensió, per la qual cosa les equacions anteriors en molts casos tampoc no constitueixen una bona aproximació al comportament d'aquests materials. Als sòlids amb dany continu les constants elàstiques poden variar si se sobrepassen certs llindars de tensió.

### Equacions d'equilibri

#### Equilibri intern
Quan les deformacions no varien amb el temps, el camp de tensions donat pel tensió tensió representa un estat d'equilibri amb les forces de volum b = (bx,bi,bz) en tot punt del sòlid, la qual cosa implica que el camp de tensions satisfà aquestes condicions d'equilibri:
{\displaystyle {\frac {\partial \sigma _{xx}}{\partial x}}+{\frac {\partial \sigma _{yx}}{\partial i}}+{\frac {\partial \sigma _{zx}}{\partial z}}+b_{x}=0}
{\displaystyle {\frac {\partial \sigma _{xy}}{\partial x}}+{\frac {\partial \sigma _{yy}}{\partial i}}+{\frac {\partial \sigma _{zy}}{\partial z}}+b_{i}=0}
{\displaystyle {\frac {\partial \sigma _{xz}}{\partial x}}+{\frac {\partial \sigma _{yz}}{\partial i}}+{\frac {\partial \sigma _{zz}}{\partial z}}+b_{z}=0}

#### Equilibri al contorn
A més de les darreres equacions s'han de complir les condicions de contorn, sobre la superfície del sòlid, que relacionen el vector normal a la mateixa n = (nx< /sub>,ni,nz) (dirigit cap a l'exterior) amb les forces per unitat de superfície que actuen al mateix punt de la superfície  f = (fx,fi,fz):
{\displaystyle \sigma _{xx}\ n_{x}+\sigma _{yx}\ n_{y}+\sigma _{zx}\ n_{z}=f_{x}}
{\displaystyle \sigma _{xy}\ n_{x}+\sigma _{yy}\ n_{y}+\sigma _{zy}\ n_{z}=f_{y}}
{\displaystyle \sigma _{xz}\ n_{x}+\sigma _{yz}\ n_{y}+\sigma _{zz}\ n_{z}=f_{z}}

### Problema elàstic
Un problema elàstic lineal queda definit per la geometria del sòlid, les propietats del material esmentat, unes forces actuants i unes condicions de contorn que imposen restriccions al moviment de cos. A partir d'aquests elements és possible trobar un camp de tensions internes sobre el sòlid (que permetrà identificar els punts que suporten més tensió) i un camp de desplaçaments (que permetrà trobar si la rigidesa de l'element resistent és adequada per utilitzar-los).
Per plantejar el problema elàstic calen les nocions que han estat descrites a les seccions anteriors, que descriuen les tensions, les deformacions i els desplaçaments d'un cos. Totes aquestes magnituds vénen descrites per 15 funcions matemàtiques:
- Les sis components del tensor de tensions{\displaystyle \sigma _{x},\sigma _{y},\sigma _{z}\;} y {\displaystyle \sigma _{xy},\sigma _{yz},\sigma _{zx}\;}.
- Les tres components del vector de desplaçaments: {\displaystyle u_{x},u_{y},u_{z}\;}.
- Les sis components del tensor de deformacions: {\displaystyle \varepsilon _{x},\varepsilon _{y},\varepsilon _{z}\;} y {\displaystyle \varepsilon _{xy},\varepsilon _{yz},\varepsilon _{zx}\;}.

Per comprovar si es compleixen aquestes relacions, formades per 15 funcions, el pas següent és comprovar si les relacions descrites fins ara són suficients per descriure completament l'estat d'un cos. Una condició necessària per fer-ho és que el nombre d'equacions disponibles coincideixi amb el nombre d'incògnites. Les equacions disponibles són:
- Les tres equacions d'equilibri de Cauchy.
- Les sis equacions de compatibilitat de Saint-Venant, que asseguren que els desplaçaments i deformacions estan adequadament relacionats.
- Les sis equacions constitutives, per a un material elàstic lineal isòtrop i homogeni aquestes equacions vénen donades per les equacions de Lamé-Hooke.

Aquestes 15 equacions igualen exactament el nombre d'incògnites. Un mètode comú és substituir les relacions entre desplaçaments i deformacions a les equacions constitutives, la qual cosa fa que es compleixin les equacions de compatibilitat trivialment. Alhora el resultat d'aquesta substitució es pot introduir a les equacions d'equilibri de Cauchy, cosa que converteix l'anterior sistema en un sistema de tres equacions en derivades parcials i tres desplaçaments com a incògnita.
D'aquesta manera, s'arriba a un sistema de 15 equacions amb 15 incògnites. La formulació més simple per resoldre el problema elàstic és l'anomenada formulació de Navier, aquesta formulació redueix el sistema a un sistema de tres equacions diferencials per als desplaçaments. Això s'aconsegueix inserint a les equacions d'equilibri les equacions pròpies del material, les equacions dels desplaçaments i les equacions de les deformacions podem expressar el nostre sistema d'equacions en un sistema de tres equacions diferencials parcials. Si el reduïm cap a les components del vector de desplaçaments arribem a les equacions de Navier:
{\displaystyle G\left[{\frac {\partial ^{2}u_{x}}{\partial x^{2}}}+{\frac {\partial ^{2}u_{x}}{\partial y^{2}}}+{\frac {\partial ^{2}u_{x}}{\partial z^{2}}}+{\frac {1}{1-2\nu }}{\frac {\partial }{\partial x}}\left({\frac {\partial u_{x}}{\partial x}}+{\frac {\partial u_{y}}{\partial y}}+{\frac {\partial u_{z}}{\partial z}}\right)\right]+b_{x}=0}
{\displaystyle G\left[{\frac {\partial ^{2}u_{y}}{\partial x^{2}}}+{\frac {\partial ^{2}u_{y}}{\partial y^{2}}}+{\frac {\partial ^{2}u_{y}}{\partial z^{2}}}+{\frac {1}{1-2\nu }}{\frac {\partial }{\partial y}}\left({\frac {\partial u_{x}}{\partial x}}+{\frac {\partial u_{y}}{\partial y}}+{\frac {\partial u_{z}}{\partial z}}\right)\right]+b_{y}=0}
{\displaystyle G\left[{\frac {\partial ^{2}u_{z}}{\partial x^{2}}}+{\frac {\partial ^{2}u_{z}}{\partial y^{2}}}+{\frac {\partial ^{2}u_{z}}{\partial z^{2}}}+{\frac {1}{1-2\nu }}{\frac {\partial }{\partial z}}\left({\frac {\partial u_{x}}{\partial x}}+{\frac {\partial u_{y}}{\partial y}}+{\frac {\partial u_{z}}{\partial z}}\right)\right]+b_{z}=0}
Que amb l'operador Nabla i l'operador de Laplace es deixen escriure com a:

{\displaystyle G\left[\Delta \mathbf {u} +{\frac {1}{1-2\nu }}\nabla (\nabla \cdot \mathbf {u} )\right]+\mathbf {b} =0}

Mitjançant consideracions energètiques es pot demostrar que aquestes equacions presenten una única solució.

### Elasticitat i disseny mecànic
En el món de l'enginyeria mecànica és freqüent plantejar problemes elàstics per decidir l'adequació d'un disseny. En certes situacions d'interès pràctic no cal resoldre el problema elàstic complet sinó que només cal plantejar un model simplificat i aplicar els mètodes de la resistència de materials per calcular aproximadament tensions i desplaçaments. Quan la geometria involucrada en el disseny mecànic és complexa, la resistència de materials sol ser insuficient i la resolució exacta del problema elàstic inabordable des del punt de vista pràctic. En aquests casos s'utilitzen habitualment mètodes numèrics com el Mètode dels elements finits per resoldre el problema elàstic de manera aproximada. Un bon disseny normalment incorpora uns requisits de:
- resistència adequada,
- rigidesa adequada,
- estabilitat global i elàstica.

## Elasticitat no lineal
En principi, l'abandonament del supòsit de petites deformacions obliga a fer servir un tensor deformació no lineal i no infinitesimal, com en la teoria lineal de l'elasticitat on s'usava el tensor deformació  lineal infinitesimal de Green-Lagrange. Això complica molt les equacions de compatibilitat. A més, matemàticament el problema es complica, perquè les equacions resultants de l'anul·lació d'aquest supòsit inclouen fenòmens de no linealitat geomètrica (vinclament, abonyegament, snap-through , …).
Si a més d'això el sòlid sota estudi no és un sòlid elàstic lineal ens veiem obligats a substituir la equacions de Lamé-Hooke per un altre tipus de equacions constitutives capaços de donar compte de la no linealitat material. A més de les esmentades existeixen altres no-linealitats en una teoria de l'elasticitat per a grans deformacions. Resumint les fonts de no linealitat serien:
- El tensor deformació no es relaciona linealment amb el desplaçament {\displaystyle \mathbf {u} }, concretament és una aplicació quadràtica del gradient de deformació: {\displaystyle \mathbf {E} =({\boldsymbol {\nabla }}\mathbf {u} ^{T}+{\boldsymbol {\nabla }}\mathbf {u} +{\boldsymbol {\nabla }}\mathbf {u} ^{T}{\boldsymbol {\nabla }}\mathbf {u} )/2}.
- Per a molts materials l'equació constitutiva és no lineal.
- Les equacions d'equilibri sobre el domini ocupat pel sòlid, escrit en termes del segon tensor de Piola-Kirchhoff són no lineals:{\displaystyle {\mbox{div}}({\boldsymbol {\nabla }}\phi \Sigma _{R})=\mathbf {b} _{R}} y {\displaystyle \nabla \phi \Sigma _{R}\mathbf {n} _{R}=\mathbf {f} _{S,R}}. On {\displaystyle \phi =\mathbf {T} _{D}(X^{1},X^{2},X^{3})\in \mathbb {R} ^{3}} és el difeomorfisme que dona la relació entre els punts abans i després de la deformació.
- En alguns casos, com les càrregues mortes les forces que apareixen en els segons membres de les equacions expressats en el domini de referència inclouen no linealitats, per exemple quan a la configuració deformada apareix una pressió normal a la superfície, això comporta que {\displaystyle \mathbf {f} _{S,R}=-p\det({\boldsymbol {\nabla }}\phi )[{\boldsymbol {\nabla }}\phi ^{-T}]\mathbf {n} }
- Les condicions d'incompressibilitat, de positivitat del jacobià de la deformació, o de la injectivitat en cas de contactes que eviten l'autopenetració del sòlid deformat també imposen equacions addicionals que s'expressen en forma d'equacions no lineals.

### Deformació
Una deformació elàstica finita implica un canvi de forma d'un cos, a causa de la condició de reversibilitat, aquest canvi de forma ve representat per un difeomorfisme. Formalment si {\displaystyle K\;\subset \mathbb {R} ^{3}} representa la forma del cos abans de deformar-se i {\displaystyle K'\;\subset \mathbb {R} ^{3}} la forma del cos després de deformar-se, la deformació ve donada per un difeomordisme:

{\displaystyle {\begin{cases}\mathbf {T_{D}} :K\subset \mathbb {R} ^{3}\times \mathbb {R} \rightarrow {K'}_{t}\subset \mathbb {R} ^{3}&\\(X,Y,Z;t)\mapsto (x,y,z)&(x,y,z)=T_{D}(X,Y,Z;t)\end{cases}}}

El tensor deformació es pot definir a partir del gradient de deformació {\displaystyle \mathbf {F} } que no és altra cosa que la matriu jacobiana de la transformació anterior:

{\displaystyle \mathbf {F} =\nabla \mathbf {T_{D}} ={\begin{pmatrix}{\cfrac {\partial x}{\partial X}}&{\cfrac {\partial x}{\partial Y}}&{\cfrac {\partial x}{\partial Z}}\\{\cfrac {\partial y}{\partial X}}&{\cfrac {\partial y}{\partial Y}}&{\cfrac {\partial y}{\partial Z}}\\{\cfrac {\partial z}{\partial X}}&{\cfrac {\partial z}{\partial Y}}&{\cfrac {\partial z}{\partial Z}}\end{pmatrix}}}

Hi ha diverses representacions alternatives segons s'escullen les coordenades materials inicials sobre el cos sense deformar (X, Y, Z) o les coordenades sobre el cos deformat (x, y, z):

{\displaystyle \mathbf {D} _{m}(X,Y,Z)={\frac {1}{2}}(\mathbf {F} ^{T}\mathbf {F} -\mathbf {1} )\qquad \qquad \mathbf {D} _{e}(x,y,z)={\frac {1}{2}}(\mathbf {1} -\mathbf {F} ^{-T}\mathbf {F} ^{-1})}

El primer dels dos tensors deformació rep el nom de tensor de deformació de Green-Lagrange, mentre que el segon és el tensor deformació d'Almansi. A més d'aquests tensors a les equacions constitutives, per simplicitat de càlcul, s'usen els tensors de Cauchy-Green dret i esquerre:

{\displaystyle \mathbf {C} (X,Y,Z)=\mathbf {F} ^{T}\mathbf {F} ,\qquad \qquad \mathbf {B} (x,y,z)=\mathbf {F} \mathbf {F} ^{T}}

### Equacions constitutives
Hi ha molts models de materials elàstics no lineals diferents. Entre ells destaca la família de materials hiperelàstics i isòtrops, en què l'equació constitutiva pot derivar-se d'un potencial elàstic W que representa l'energia potencial elàstica. Aquest potencial elàstic comunament és una funció dels invariants algebraics del tensor deformació de Cauchy-Green:

{\displaystyle W=W(I_{1},I_{2},I_{3});\qquad I_{1}={\mbox{tr}}(\mathbf {I} +2\mathbf {D} _{m})=3+2{\mbox{tr}}(\mathbf {D} _{m}),\quad I_{2}={\frac {1}{2}}[{\mbox{tr}}(\mathbf {I} +2\mathbf {D} _{m})]^{2}-[{\mbox{tr}}(\mathbf {I} +2\mathbf {D} _{m})^{2})],\quad I_{3}=\det(\mathbf {I} +2\mathbf {D} _{m})}

En aquest tipus de materials, el tensor tensió de Cauchy ve donat en funció del potencial elàstic i el tensor espacial d'Almansi mitjançant l'expressió:

{\displaystyle \mathbf {T} =\chi _{1}(\mathbf {I} -2\mathbf {D} _{e})+\chi _{0}\mathbf {I} +\chi _{-1}(\mathbf {I} -2\mathbf {D} _{e})^{-1}}

On:

{\displaystyle \chi _{1}=-2W_{2}{I_{3}^{1/2}},\quad \chi _{0}=2{I_{3}^{-1/2}}(I_{2}W_{2}+I_{3}W_{3}),\quad \chi _{-1}=2W_{1}{I_{3}^{-1/2}};\quad W_{k}={\frac {\partial W}{\partial I_{k}}}}

Un material elàstic lineal és un cas particular de l'anterior on:

(#){\displaystyle \chi _{1}={\mbox{cte}}_{1},\quad \chi _{0}={\mbox{cte}}_{2},\quad \chi _{-1}=0}

Alguns exemples d'equacions constitutives no lineals són els materials neohokeans o els materials de Mooney-Rivlin.

### Aproximació fins a segon ordre
Si es desenvolupa (#) fins a primer ordre s'obté l'equació constitutiva de l'elasticitat lineal per a un sòlid isòtrop, que depèn només de dues constants elàstiques:

{\displaystyle \mathbf {T} =\lambda ({\mbox{tr}}\ \mathbf {D} )\mathbf {I} +2\mu \mathbf {D} ,\qquad \sigma _{ij}=\lambda \varepsilon _{kk}\delta _{ij}+2\mu \varepsilon _{ij}}

On en aquesta expressió igual que en les següents s'aplicarà el conveni de sumació d'Einstein per a subíndexs repetits. Un material l'equació constitutiva del qual té la forma lineal anterior es coneix com a material de Saint-Venant–Kirchhoff. Si es desenvolupa l'expressió (#) fins a segon ordre llavors apareixen quatre constants elàstiques més:

{\displaystyle \mathbf {T} =\lambda ({\mbox{tr}}\ \mathbf {D} )\mathbf {I} +2\mu \mathbf {D} +\nu _{1}({\mbox{tr}}\ \mathbf {D} ^{2})+\nu _{2}({\mbox{tr}}\ \mathbf {D} )^{2}+\nu _{3}({\mbox{tr}}\ \mathbf {D} )\mathbf {D} +\nu _{4}\mathbf {D} ^{2}}

Un material l'equació constitutiva del qual ve donada per l'equació anterior es coneix com a material de Murnaghan. En components es té:

{\displaystyle \sigma _{ij}=\lambda \varepsilon _{kk}\delta _{ij}+2\mu \varepsilon _{ij}+\nu _{1}\varepsilon _{mn}\varepsilon _{nm}\delta _{ij}+\nu _{2}(\varepsilon _{kk})^{2}\delta _{ij}+\nu _{3}\varepsilon _{kk}\varepsilon _{ij}+\nu _{4}\varepsilon _{ik}\varepsilon _{kj}}

O equivalentment:

{\displaystyle \sigma _{ij}=\lambda \varepsilon _{V}(1+\nu _{1}\varepsilon _{C}+\nu _{2}\varepsilon _{V})\delta _{ij}+2\mu (1+\nu _{3}\varepsilon _{V})\varepsilon _{ij}+\nu _{4}\varepsilon _{ik}\varepsilon _{kj}}

On:
{\displaystyle \varepsilon _{V}=\varepsilon _{xx}+\varepsilon _{yy}+\varepsilon _{zz}} és la deformació volumètrica.
{\displaystyle \varepsilon _{C}=\sum _{m,n=1}^{3}\varepsilon _{mn}^{2}}
El model de Murnaghan anterior representa la generalització més òbvia d'un material de Saint Venant-Kirchhoff, encara que a la pràctica és d'interès limitat l'expressió anterior, ja que Novozhilov mitjançant arguments termodinàmics suggereix que la resposta d'un material només ha de contenir potències imparells del tensor deformació.